# Collegio uninominale Emilia-Romagna - 02 (Senato della Repubblica 2020)
Il collegio elettorale uninominale Emilia-Romagna - 02 è un collegio elettorale uninominale della Repubblica Italiana per l'elezione del Senato della Repubblica.

## Territorio
Come previsto dalla legge n. 51 del 27 maggio 2019, il collegio è stato definito tramite decreto legislativo all'interno della circoscrizione Emilia-Romagna.
È formato dal territorio di 29 comuni della provincia di Reggio Emilia: Albinea, Bagnolo in Piano, Baiso, Bibbiano, Cadelbosco di Sopra,Campegine, Canossa, Carpineti, Casalgrande, Casina, Castellarano, Castelnovo di Sotto, Castelnovo ne' Monti, Cavriago, Gattatico, Montecchio Emilia, Poviglio, Quattro Castella, Reggio nell'Emilia, Rubiera, San Polo d'Enza, Sant'Ilario d'Enza, Scandiano, Toano, Ventasso, Vetto, Vezzano sul Crostolo, Viano e Villa Minozzo, da 40 comuni della provincia di Modena: Bastiglia, Bomporto, Campogalliano, Camposanto, Carpi, Castelfranco Emilia, Castelnuovo Rangone, Cavezzo, Concordia sulla Secchia, Fanano, Finale Emilia, Fiorano Modenese, Fiumalbo, Formigine, Frassinoro, Lama Mocogno, Maranello, Medolla, Mirandola, Modena, Montecreto, Montefiorino, Montese, Nonantola, Novi di Modena, Palagano, Pavullo nel Frignano, Pievepelago, Polinago, Prignano sulla Secchia, Ravarino, Riolunato, San Cesario sul Panaro, San Felice sul Panaro, San Possidonio, San Prospero, Sassuolo, Serramazzoni, Sestola e Soliera e da 2 comuni della città metropolitana di Bologna: Gaggio Montano e Lizzano in Belvedere.
Il collegio è parte del collegio plurinominale Emilia-Romagna - 01.

## Eletti
| Elezione | Elezione | Senatore       | Partito             |
| -------- | -------- | -------------- | ------------------- |
|          | 2022     | Vincenza Rando | Partito Democratico |

## Dati elettorali

### XIX legislatura
Come previsto dalla legge elettorale, 74 senatori sono eletti con sistema a maggioranza relativa in altrettanti collegi uninominali a turno unico.
| Candidati                                 | Candidati                | Voti    | %     | Liste                                                | Voti    | %     |
| ----------------------------------------- | ------------------------ | ------- | ----- | ---------------------------------------------------- | ------- | ----- |
|                                           | Vincenza Rando ✔️ Eletto | 205 307 | 37,78 | Partito Democratico-IDP                              | 161 812 | 29,78 |
| Alleanza Verdi e Sinistra                 | Vincenza Rando ✔️ Eletto | 205 307 | 37,78 | 24 295                                               | 4,47    |       |
| +Europa                                   | Vincenza Rando ✔️ Eletto | 205 307 | 37,78 | 17 461                                               | 3,21    |       |
| Impegno Civico - Centro Democratico       | Vincenza Rando ✔️ Eletto | 205 307 | 37,78 | 1 739                                                | 0,32    |       |
|                                           | Enrico Aimi              | 197 633 | 36,37 | Fratelli d'Italia                                    | 123 133 | 22,66 |
| Lega per Salvini Premier                  | Enrico Aimi              | 197 633 | 36,37 | 41 012                                               | 7,55    |       |
| Forza Italia                              | Enrico Aimi              | 197 633 | 36,37 | 30 718                                               | 5,65    |       |
| Noi moderati/Lupi - Toti - Brugnaro - UDC | Enrico Aimi              | 197 633 | 36,37 | 2 770                                                | 0,51    |       |
|                                           | Maria Laura Mantovani    | 58 852  | 10,83 | Movimento 5 Stelle                                   | 58 852  | 10,83 |
|                                           | Chiara Caselgrandi       | 47 698  | 8,78  | Azione - Italia Viva - Calenda                       | 47 698  | 8,78  |
|                                           | Michele Campari          | 9 508   | 1,75  | Italexit                                             | 9 508   | 1,75  |
|                                           | Michela Vandelli         | 6 781   | 1,25  | Italia Sovrana e Popolare                            | 6 781   | 1,25  |
|                                           | Judith Pinnock           | 6 216   | 1,14  | Unione Popolare                                      | 6 216   | 1,14  |
|                                           | Antonietta Gatti         | 5 435   | 1,00  | Vita                                                 | 5 435   | 1,00  |
|                                           | Alessandra Carobbi       | 3 506   | 0,65  | Partito Animalista Italiano – UCDL – 10 Volte Meglio | 3 506   | 0,65  |
|                                           | Irene Bartolamasi        | 1 531   | 0,28  | Alternativa per l'Italia (PdF - Exit)                | 1 531   | 0,28  |
|                                           | Yolanda Brighi           | 492     | 0,09  | Destre Unite                                         | 492     | 0,09  |
|                                           | Renato Frati             | 420     | 0,08  | Noi di Centro – Europeisti                           | 420     | 0,08  |
| Totale                                    | Totale                   | 543 379 | 100   |                                                      | 543 379 | 100   |
|                                           |                          |         |       |                                                      |         |       |
| Voti non validi                           | Voti non validi          | 21 319  | 3,78  |                                                      |         |       |
| Votanti                                   | Votanti                  | 564 698 | 72,89 |                                                      |         |       |
| Elettori                                  | Elettori                 | 774 755 |       |                                                      |         |       |